# Maria egiziaca

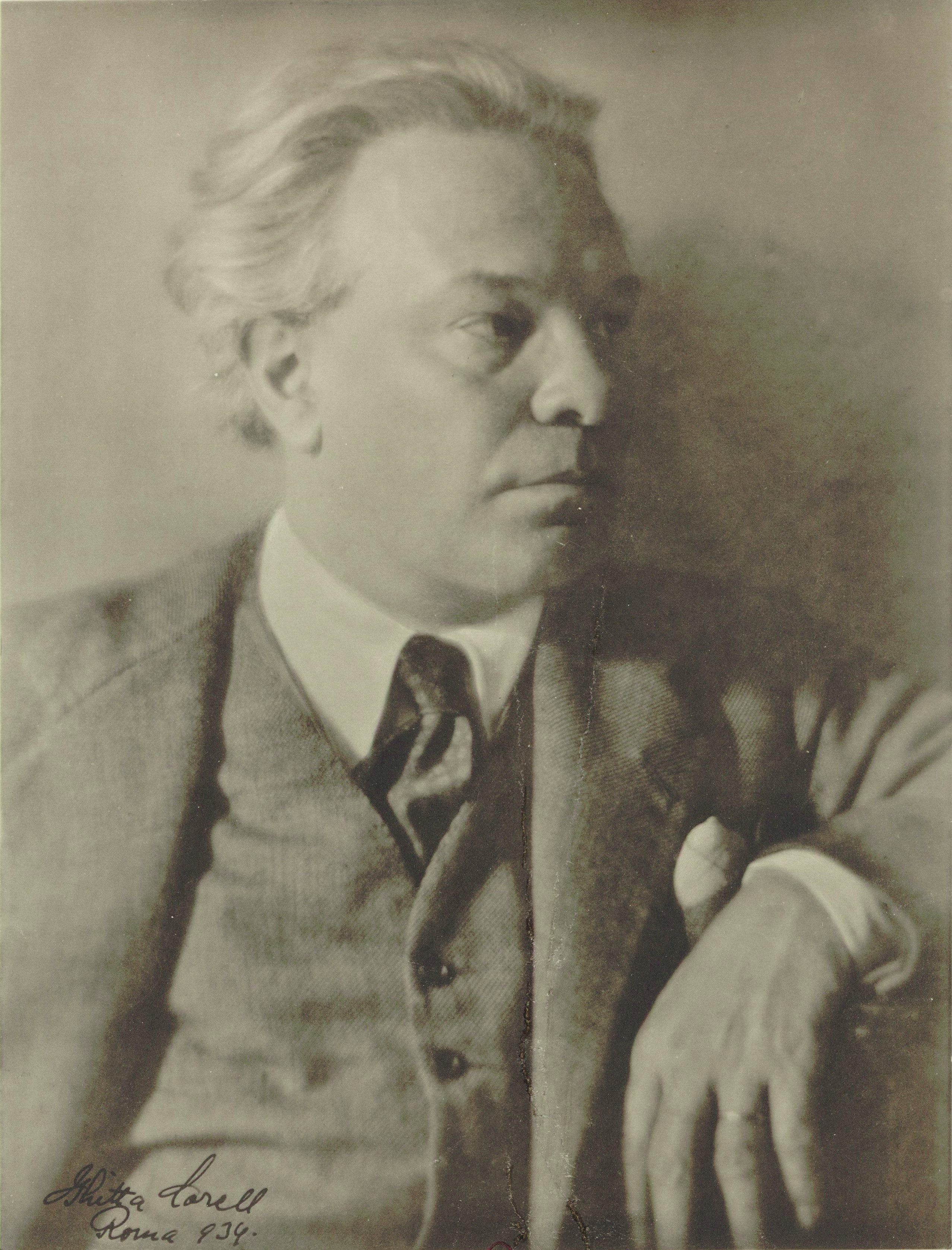
Ottorino Respighi 1934.

Maria egiziaca (Maria från Egypten) är en opera (trittico da concerto) i "tre episoder" med musik av Ottorino Respighi och libretto av Claudio Guastalla om helgonet Maria från Egypten återberättat i Vitae Patrum av Domenico Cavalca (1300-talet).

## Historia
Verket beställdes som en "konsertopera" och överfördes senare till scenen. Guastallas mål var att skapa en modern kontrast till ett medeltida mysteriespel. Hans ålderdomligt skriva libretto matchades väl av Respighis musik, vilken innehöll influenser från såväl gregoriansk sång som renässansens musik och Claudio Monteverdi (det finns till och med en cembalo i orkestern). Som så ofta när det gäller Respighis musik passar dylika gamla musikstilar väl in med mer moderna tongångar: i det första orkesterförspelet hörs tongångar från Richard Strauss. Operan hade en konsertant premiär den 16 mars 1932 i Carnegie Hall i New York. Den första scenversionen hade premiär den 10 augusti på Teatro Goldoni i Venedig.

## Personer
- Maria (sopran)
- Abbate Zosimo (Abbot Zosima)/Pilgrim (baryton)[a]
- Sjöman (tenor)
- Den leprasjuke (tenor)
- Förste ledsagare/Blind kvinna/En ängels röst (sopran)
- Andre ledsagare/En fattig man (kontraalt)

## Handling
Maria, en ung prostituerad från Alexandria, får en plötslig ingivelse att segla till det heliga landet och betalar överresan med sin kropp. I Jerusalem finner hon sig vara utestängd från templet tills hon har gjort bot. En ängel befaller henne att bli eremit i öknen. Hon gör så och förblir där till hög ålder, då den helige Zosimas (med hjälp av ett lejon) gräver en grav till henne att dö i.